# Saint-Hervé
Saint-Hervé (bretonisch: Sant-Herve) ist eine französische Gemeinde mit 413 Einwohnern (Stand: 1. Januar 2022) im Département Côtes-d’Armor in der Region Bretagne.

## Geographie
Umgeben wird Saint-Hervé von den fünf Nachbargemeinden:
|             | L’Hermitage-Lorge                           |            |
| Uzel        | Kompassrose, die auf Nachbargemeinden zeigt | Gausson    |
| Saint-Thélo |                                             | Grâce-Uzel |

## Bevölkerungsentwicklung
| 1962 | 1968 | 1975 | 1982 | 1990 | 1999 | 2008 | 2012 | 2020 |
| 470  | 435  | 378  | 414  | 409  | 397  | 395  | 421  | 388  |